# 上菅谷駅
上菅谷駅（かみすがやえき）は、茨城県那珂市菅谷にある、東日本旅客鉄道（JR東日本）水郡線の駅である。
那珂市の代表駅で、本線と支線（常陸太田駅方面）が当駅で分岐する。

## 歴史
- 1897年（明治30年）11月16日：太田鉄道の駅として開業[2]。
- 1901年（明治34年）10月21日：太田鉄道が水戸鉄道（2代目）に営業譲渡。
- 1918年（大正7年）6月12日：当駅 - 瓜連駅間が開業。分岐駅となる。
- 1927年（昭和2年）12月1日：水戸鉄道が国有化され、国有鉄道の駅となる[2]。
- 1982年（昭和57年）10月1日：貨物扱い廃止[3]。
- 1984年（昭和59年）2月1日：荷物扱い廃止[3]。
- 1987年（昭和62年）4月1日：国鉄分割民営化により、東日本旅客鉄道（JR東日本）の駅となる[2]。
- 2014年（平成26年）
  - 1月18日：新駅舎の供用開始[4]。
  - 3月上旬：旧駅舎解体。
  - 4月1日：ICカード「Suica」の利用を開始[5]。
- 2024年（令和6年）
  - 2月14日：指定席券売機を導入[6]。
  - 2月29日：みどりの窓口の営業を終了[6]。

## 駅構造
駅舎側より、島式ホーム1面2線（1・2番線）と単式ホーム1面1線（3番線）、計2面3線のホームを持つ地上駅。ホームと駅舎間は中菅谷側にある構内踏切で結ばれている。構内には側線が並ぶ。駅出入口は東側（駅舎）1ヶ所のみで、市役所のある西側へは直接出入りできない。
水郡線統括センターの直営駅である。管理駅として常陸青柳駅−常陸鴻巣駅の各駅を管理している。指定席券売機・簡易Suica改札機が設置されている。

### のりば
| 番線  | 路線    | 路線 | 方向 | 行先               |
| ----- | ------- | ---- | ---- | ------------------ |
| 1 - 3 | ■水郡線 | 支線 | 下り | 常陸太田方面       |
| 1・3  | ■水郡線 | 本線 | 上り | 水戸方面           |
| 2     | ■水郡線 | 本線 | 下り | 常陸大子・郡山方面 |

（出典：JR東日本:駅構内図）
- 常陸太田駅発着列車の夜間留置は当駅で行うため、回送列車の設定がある。[要出典]
- 支線の常陸太田方面は、この先列車交換が一切できないため、1列車のみ入線可能。

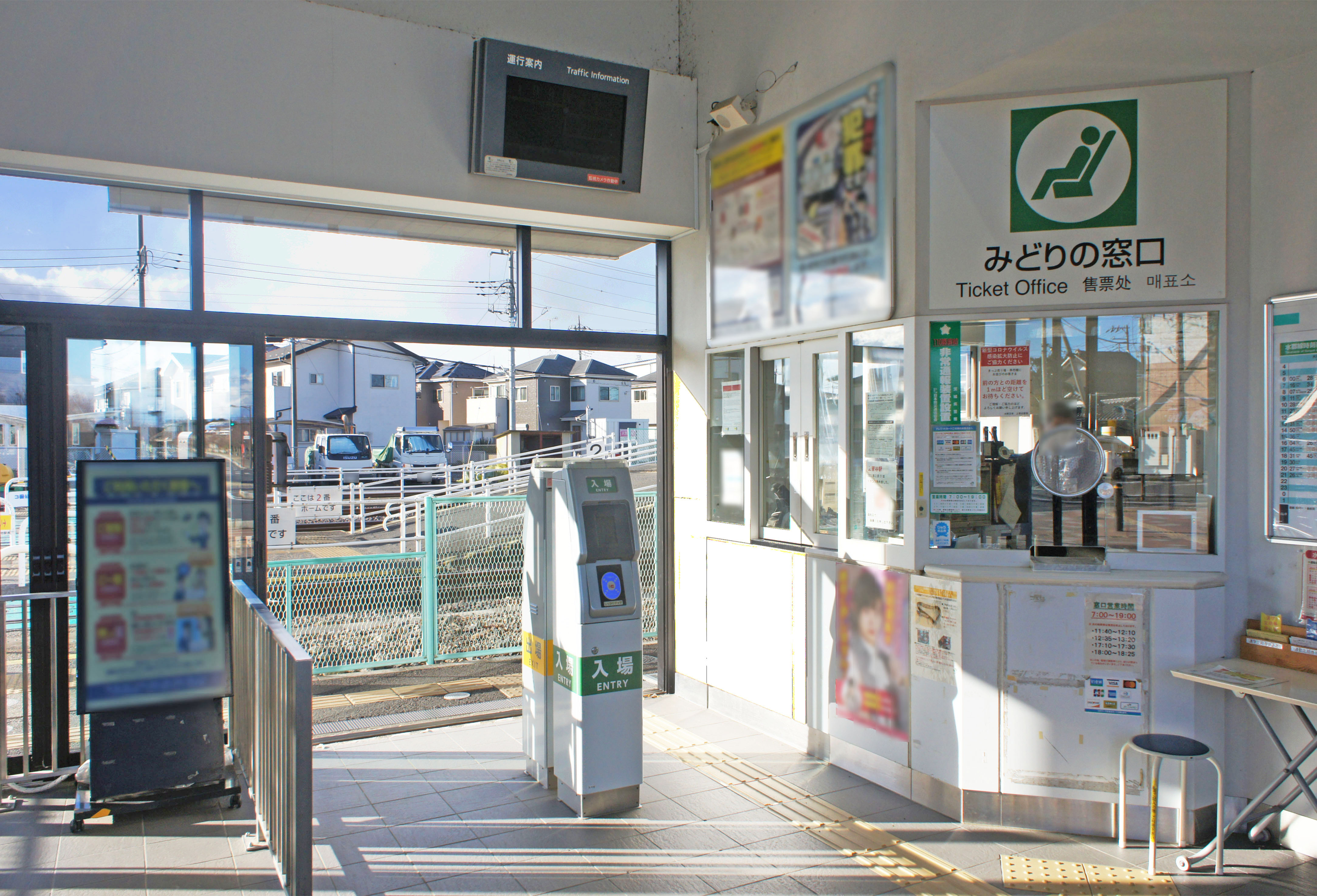
改札口（2021年12月）
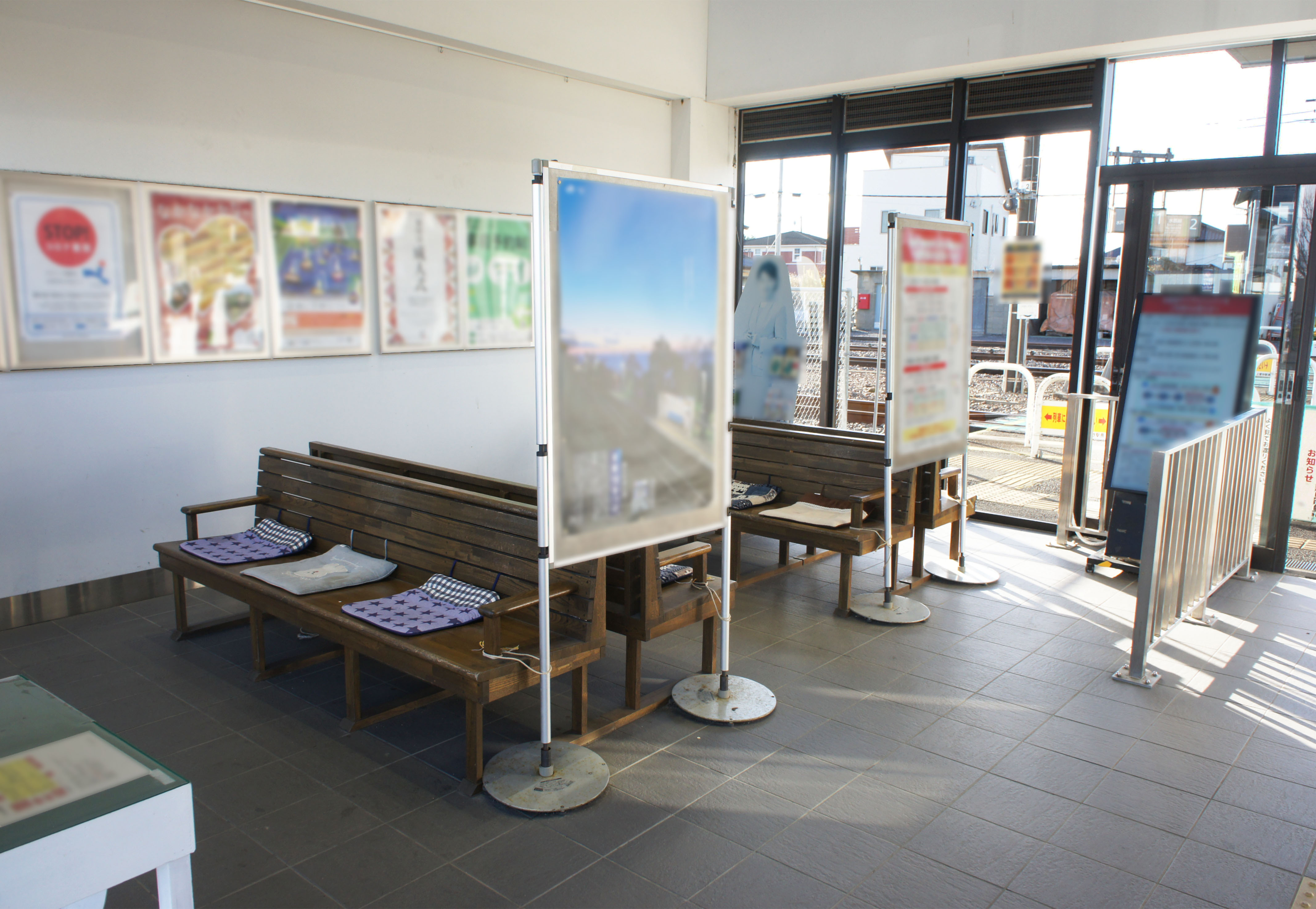
待合室（2021年12月）
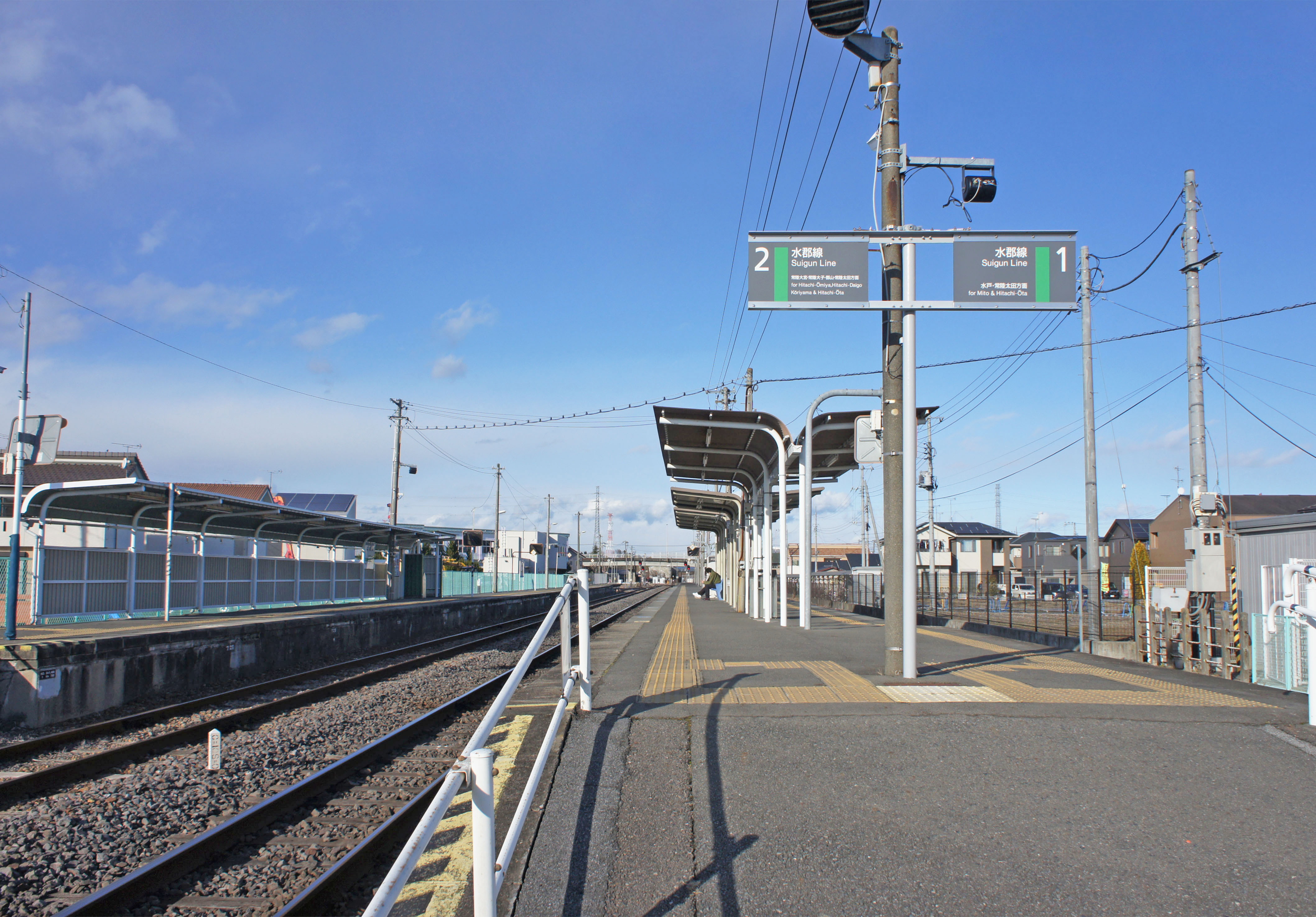
ホーム（2021年12月）
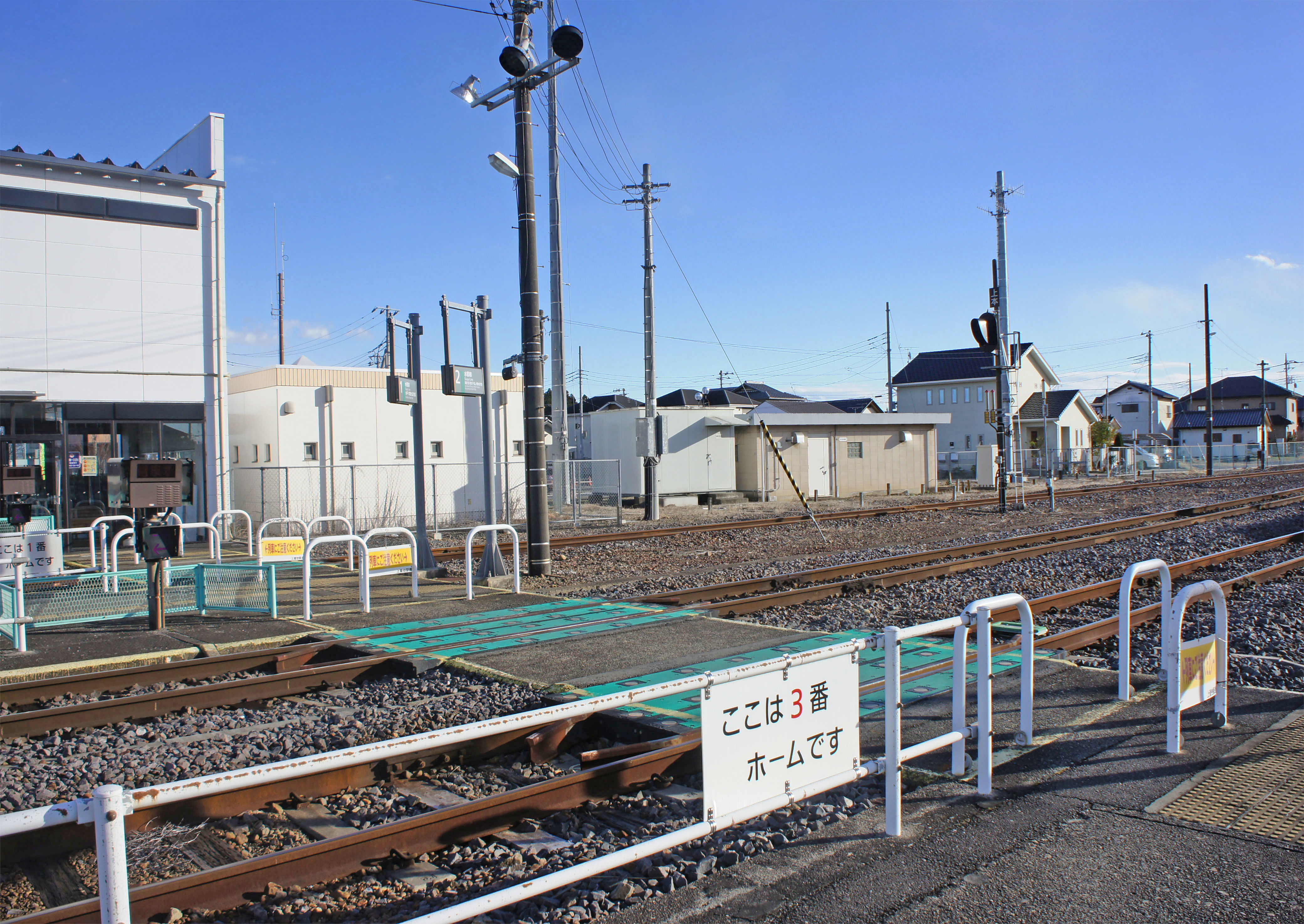
構内踏切（2021年12月）
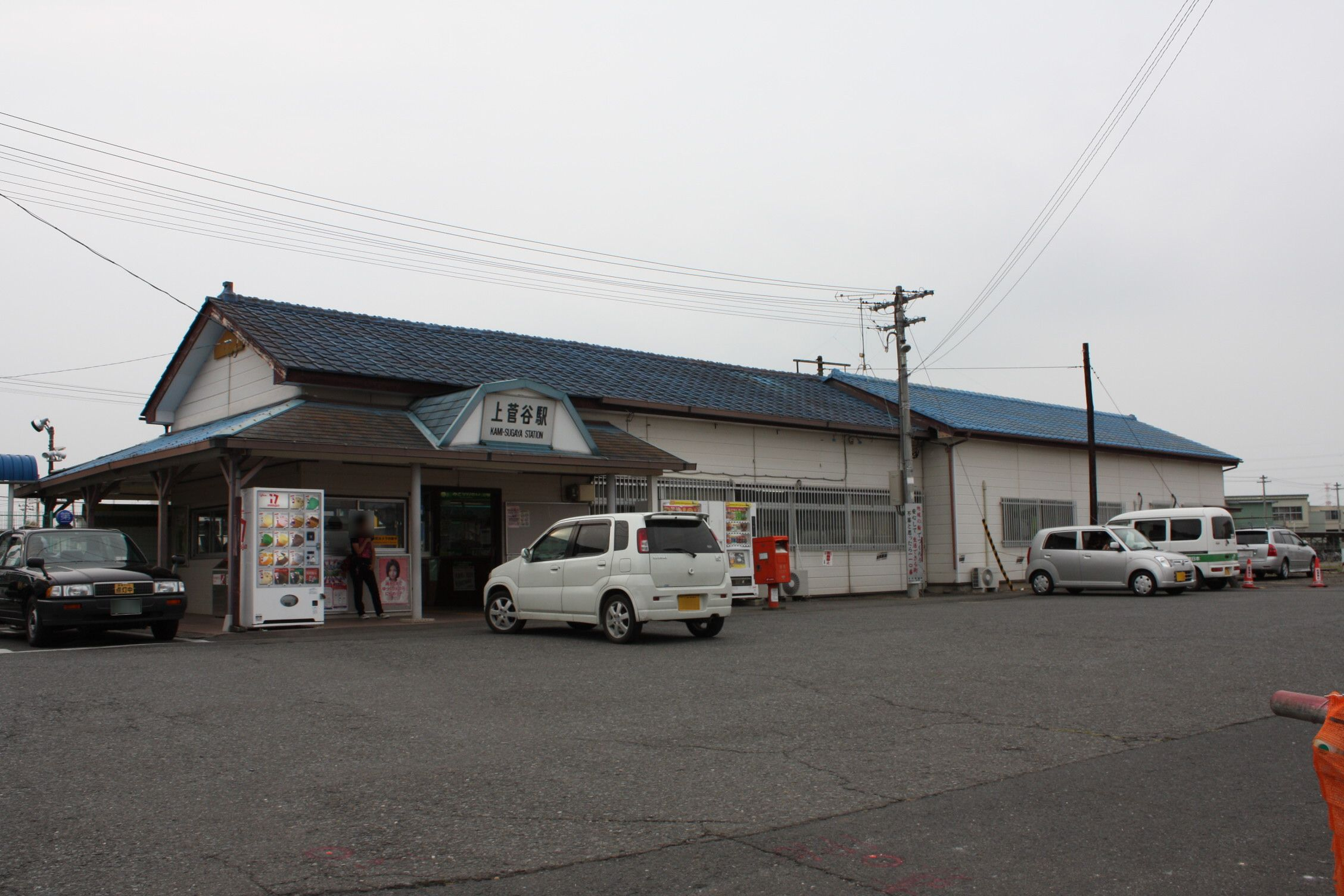
旧駅舎（2009年9月）

## 利用状況
JR東日本によると、2023年度（令和5年度）の1日平均乗車人員は644人である。
2000年度（平成12年度）以降の推移は以下のとおりである。
| 乗車人員推移       | 乗車人員推移     | 乗車人員推移    |
| 年度               | 1日平均 乗車人員 | 出典            |
| ------------------ | ---------------- | --------------- |
| 2000年（平成12年） | 854              | [ 利用客数 2 ]  |
| 2001年（平成13年） | 837              | [ 利用客数 3 ]  |
| 2002年（平成14年） | 791              | [ 利用客数 4 ]  |
| 2003年（平成15年） | 764              | [ 利用客数 5 ]  |
| 2004年（平成16年） | 775              | [ 利用客数 6 ]  |
| 2005年（平成17年） | 763              | [ 利用客数 7 ]  |
| 2006年（平成18年） | 754              | [ 利用客数 8 ]  |
| 2007年（平成19年） | 723              | [ 利用客数 9 ]  |
| 2008年（平成20年） | 676              | [ 利用客数 10 ] |
| 2009年（平成21年） | 653              | [ 利用客数 11 ] |
| 2010年（平成22年） | 660              | [ 利用客数 12 ] |
| 2011年（平成23年） | 632              | [ 利用客数 13 ] |
| 2012年（平成24年） | 648              | [ 利用客数 14 ] |
| 2013年（平成25年） | 660              | [ 利用客数 15 ] |
| 2014年（平成26年） | 696              | [ 利用客数 16 ] |
| 2015年（平成27年） | 734              | [ 利用客数 17 ] |
| 2016年（平成28年） | 737              | [ 利用客数 18 ] |
| 2017年（平成29年） | 765              | [ 利用客数 19 ] |
| 2018年（平成30年） | 762              | [ 利用客数 20 ] |
| 2019年（令和元年） | 734              | [ 利用客数 21 ] |
| 2020年（令和02年） | 607              | [ 利用客数 22 ] |
| 2021年（令和03年） | 588              | [ 利用客数 23 ] |
| 2022年（令和04年） | 631              | [ 利用客数 24 ] |
| 2023年（令和05年） | 644              | [ 利用客数 1 ]  |

## 駅周辺
2010年1月に供用開始された茨城県道314号上菅谷停車場線のロータリーに接しているが、空き地が多い。
- セブン-イレブン
- 那珂市役所（旧・那珂町役場）
- 国道349号
- 那珂郵便局
- 那珂竹の内郵便局
- 那珂市立菅谷西小学校
- 宮の池公園

## バス路線
「上菅谷駅」停留所にて、茨城交通（太田営業所）が運行する路線バスが発着する。
- 上菅01：常陸太田特別支援学校
- 上菅02：一高前
- 上菅03：常陸太田駅
- 上菅04：増井車庫

## 隣の駅
東日本旅客鉄道（JR東日本）
■水郡線
中菅谷駅 - 上菅谷駅 - 常陸鴻巣駅
■水郡線（支線）
上菅谷駅 - 南酒出駅

### 記事本文
1. 1 2  『週刊 JR全駅・全車両基地』 42号 水戸駅・常陸太田駅・高萩駅ほか74駅、朝日新聞出版〈週刊朝日百科〉、2013年6月9日、24頁。
2. 1 2 3 4  石野 1998, p. 443.
3. 1 2  石野 1998, p. 439.
4. ↑  『水郡線上菅谷新合築駅舎の供用開始について』（PDF）（プレスリリース）東日本旅客鉄道水戸支社、2013年12月20日。オリジナルの2014年9月5日時点におけるアーカイブ。2023年2月25日閲覧。
5. ↑  Suica の一部サービスをご利用いただける駅が増えます - 東日本旅客鉄道株式会社、2013年11月29日
6. 1 2 3  “駅の情報（上菅谷駅）：JR東日本”.   東日本旅客鉄道. 2024年2月8日時点のオリジナルよりアーカイブ。2024年2月8日閲覧。
7. ↑  “道路の供用の開始（平成22年1月12日 茨城県告示第17号） (PDF)”, 茨城県報 (茨城県) 第2145号:  p. p. 7, (2010年1月12日)

### 利用状況
1. 1 2  “各駅の乗車人員（2023年度）”.   東日本旅客鉄道. 2024年7月21日閲覧。
2. ↑  “各駅の乗車人員（2000年度）”.   東日本旅客鉄道. 2019年2月28日閲覧。
3. ↑  “各駅の乗車人員（2001年度）”.   東日本旅客鉄道. 2019年2月28日閲覧。
4. ↑  “各駅の乗車人員（2002年度）”.   東日本旅客鉄道. 2019年2月28日閲覧。
5. ↑  “各駅の乗車人員（2003年度）”.   東日本旅客鉄道. 2019年2月28日閲覧。
6. ↑  “各駅の乗車人員（2004年度）”.   東日本旅客鉄道. 2019年2月28日閲覧。
7. ↑  “各駅の乗車人員（2005年度）”.   東日本旅客鉄道. 2019年2月28日閲覧。
8. ↑  “各駅の乗車人員（2006年度）”.   東日本旅客鉄道. 2019年2月28日閲覧。
9. ↑  “各駅の乗車人員（2007年度）”.   東日本旅客鉄道. 2019年2月28日閲覧。
10. ↑  “各駅の乗車人員（2008年度）”.   東日本旅客鉄道. 2019年2月28日閲覧。
11. ↑  “各駅の乗車人員（2009年度）”.   東日本旅客鉄道. 2019年2月28日閲覧。
12. ↑  “各駅の乗車人員（2010年度）”.   東日本旅客鉄道. 2019年2月28日閲覧。
13. ↑  “各駅の乗車人員（2011年度）”.   東日本旅客鉄道. 2019年2月28日閲覧。
14. ↑  “各駅の乗車人員（2012年度）”.   東日本旅客鉄道. 2019年2月28日閲覧。
15. ↑  “各駅の乗車人員（2013年度）”.   東日本旅客鉄道. 2019年2月28日閲覧。
16. ↑  “各駅の乗車人員（2014年度）”.   東日本旅客鉄道. 2019年2月28日閲覧。
17. ↑  “各駅の乗車人員（2015年度）”.   東日本旅客鉄道. 2019年2月28日閲覧。
18. ↑  “各駅の乗車人員（2016年度）”.   東日本旅客鉄道. 2019年2月28日閲覧。
19. ↑  “各駅の乗車人員（2017年度）”.   東日本旅客鉄道. 2019年2月28日閲覧。
20. ↑  “各駅の乗車人員（2018年度）”.   東日本旅客鉄道. 2019年7月21日閲覧。
21. ↑  “各駅の乗車人員（2019年度）”.   東日本旅客鉄道. 2020年7月16日閲覧。
22. ↑  “各駅の乗車人員（2020年度）”.   東日本旅客鉄道. 2021年7月28日閲覧。
23. ↑  “各駅の乗車人員（2021年度）”.   東日本旅客鉄道. 2022年8月12日閲覧。
24. ↑  “各駅の乗車人員（2022年度）”.   東日本旅客鉄道. 2023年7月10日閲覧。